# Gustavo Riccio
Gustavo Ángel Riccio (Buenos Aires, 1900 - Ib., 6 de enero de 1927) fue un poeta y novelista argentino, integrante del Grupo de Boedo. Tuvo una corta vida y dejó una escasa obra poética, de la que sobresale Un poeta en la ciudad (1926).

## Vida y obra
Gustavo Riccio, tuvo una corta existencia en la que apenas pudo publicar en vida tres libros: Lo ineluctable, novela publicada en 1919; Antología de versos para niños (1924) y Un poeta en la ciudad (1926). En forma póstuma, Gringo Puraghel fue publicado en 1928. Tuvo una relación cercana con Álvaro Yunque, que lo aconsejo y prologó Un poeta en la ciudad.
Trabajó como relojero en el negocio de su padre y llevando la contabilidad de la Confitería del Molino. Fue consejero en la Editorial Claridad, que publicó por su recomendación a varios autores del Grupo de Boedo. Murió de tuberculosis.